# Leila Lopes (Miss Univers)
Pour les articles homonymes, voir Leila Lopes et Lopes.
Leila Lopes (née le 26 février 1986 dans la province de Benguela en Angola), est une reine de beauté angolaise, élue Miss Angola 2011 puis couronnée Miss Univers 2011, à Sao Paulo, au Brésil, succédant à la Mexicaine Ximena Navarrete. Elle est la 60e Miss Univers, la première Miss Angola à obtenir un titre international et la quatrième femme noire élue de l'histoire de ce concours de beauté.

## Biographie
Elle est née dans la province de Benguela. Elle est étudiante en gestion des affaires au Royaume-Uni, où elle est élue Miss Angola UK en octobre 2010, dans des circonstances douteuses causées par des protestations au sein de la communauté angolaise du Royaume-Uni en raison du fait qu'elle n'était pas résidente du Royaume-Uni et, par conséquent, pas admissible à l'élection de Miss Angola UK.

## Miss Univers 2011
Le 12 septembre 2011, Leila Lopes est couronnée Miss Univers 2011,. Le 17 septembre 2011, le journal argentin Infobae prétend que Leila Lopes a utilisé des papiers falsifiés, obtenus par Charles Mukano, pour pouvoir participer au concours Miss Angola UK, et cite des rapports provenant de médias angolais indiquant que ce dernier aurait également corrompu des juges pour assurer la victoire de Leila Lopes en Angleterre. Le titre de Miss Angola UK, au Royaume-Uni, est qualificatif à l'élection de Miss Angola 2011, en Angola,,.

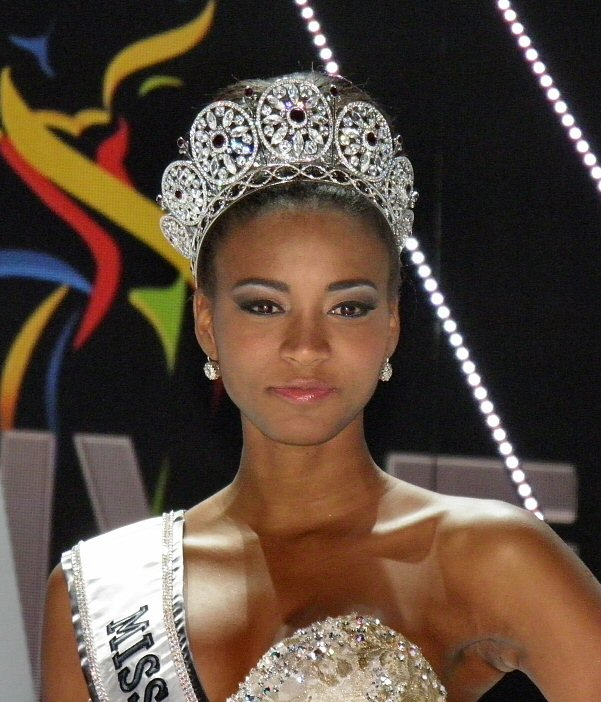
Leila Lopes après sa victoire au concours de Miss Univers 2011.

L'organisation Miss Univers a démenti tout lien avec Charles Mukano et a déclaré qu'aucune fraude n'avait été repérée au cours de son élection, tandis que Leila Lopes a affirmé lors d'une interview à la chaîne PIX Morning News que ses papiers étaient authentiques.
Lors d'une interview téléphonique accordée au journal Première, il a été demandé à Laury Thilleman (Miss France 2011) ce qu'elle pensait de la gagnante, ce à quoi elle a répondu : 

« C'est la seule jeune fille que je n'ai pas trop connue. On ne la voyait pas beaucoup, elle était très discrète. Elle était souvent en jeans et pas maquillée. On a toutes été surprises de sa victoire. Beaucoup de filles ont fait des efforts qui n'ont pas été récompensés. Je ne sais pas, il manque quelque chose dans son tempérament. Le fait que le concours se soit déroulé au Brésil a sûrement joué ».
Ces propos ont été le sujet d'un article du Washington Post, les jugeant inadmissibles, qualifiant la Française de « mauvaise perdante » et ses paroles « méchantes et pleines de dépit ». Plusieurs miss de divers pays affirmeront que miss Angola était peu participative aux épreuves préliminaires.